# Rhinotmethis pulchris
Rhinotmethis pulchris är en insektsart som beskrevs av Xi, G. och Z. Zheng 1986. Rhinotmethis pulchris ingår i släktet Rhinotmethis och familjen Pamphagidae. Inga underarter finns listade i Catalogue of Life.